# Euphorbia tortirama
Euphorbia tortirama är en törelväxtart som beskrevs av Robert Allen Dyer. Euphorbia tortirama ingår i släktet törlar, och familjen törelväxter. Inga underarter finns listade i Catalogue of Life.

## Bildgalleri

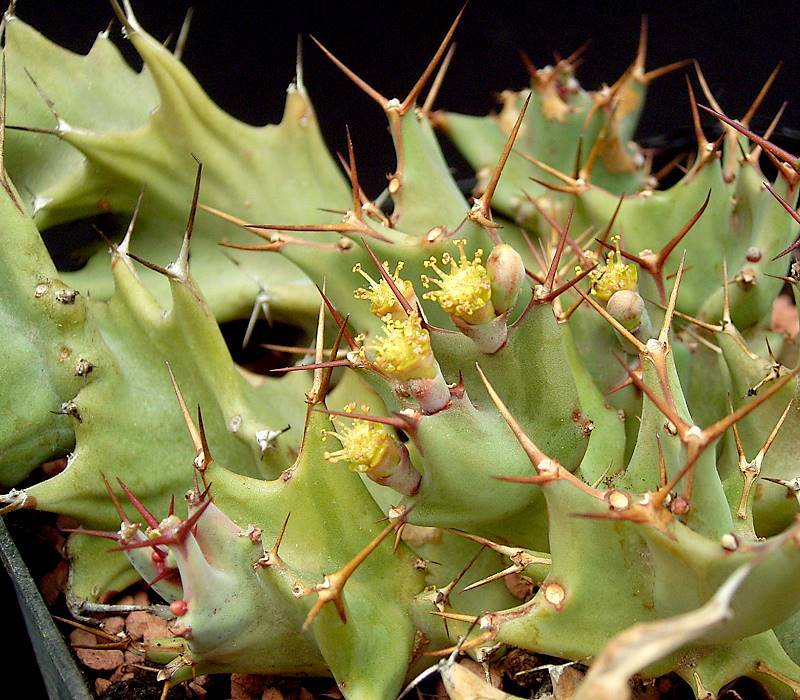
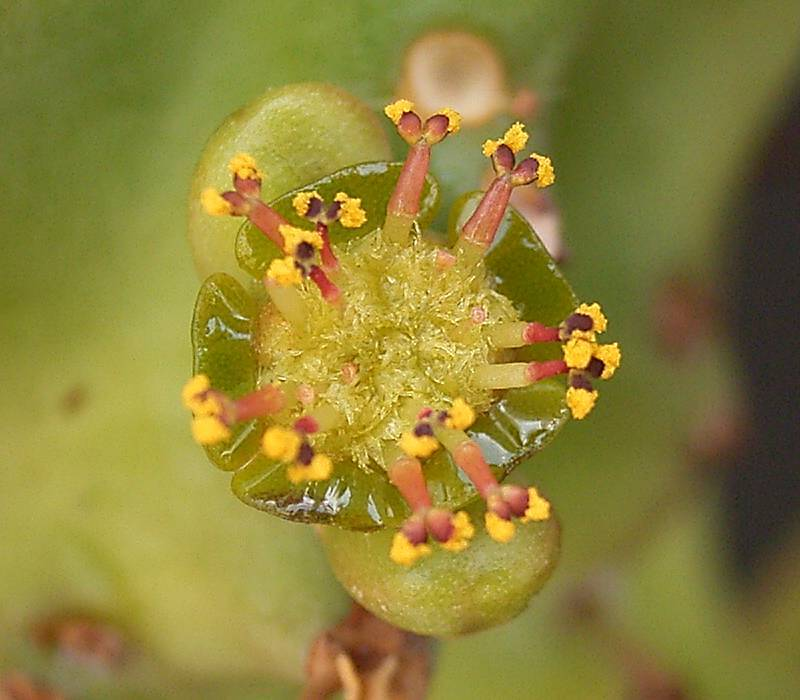
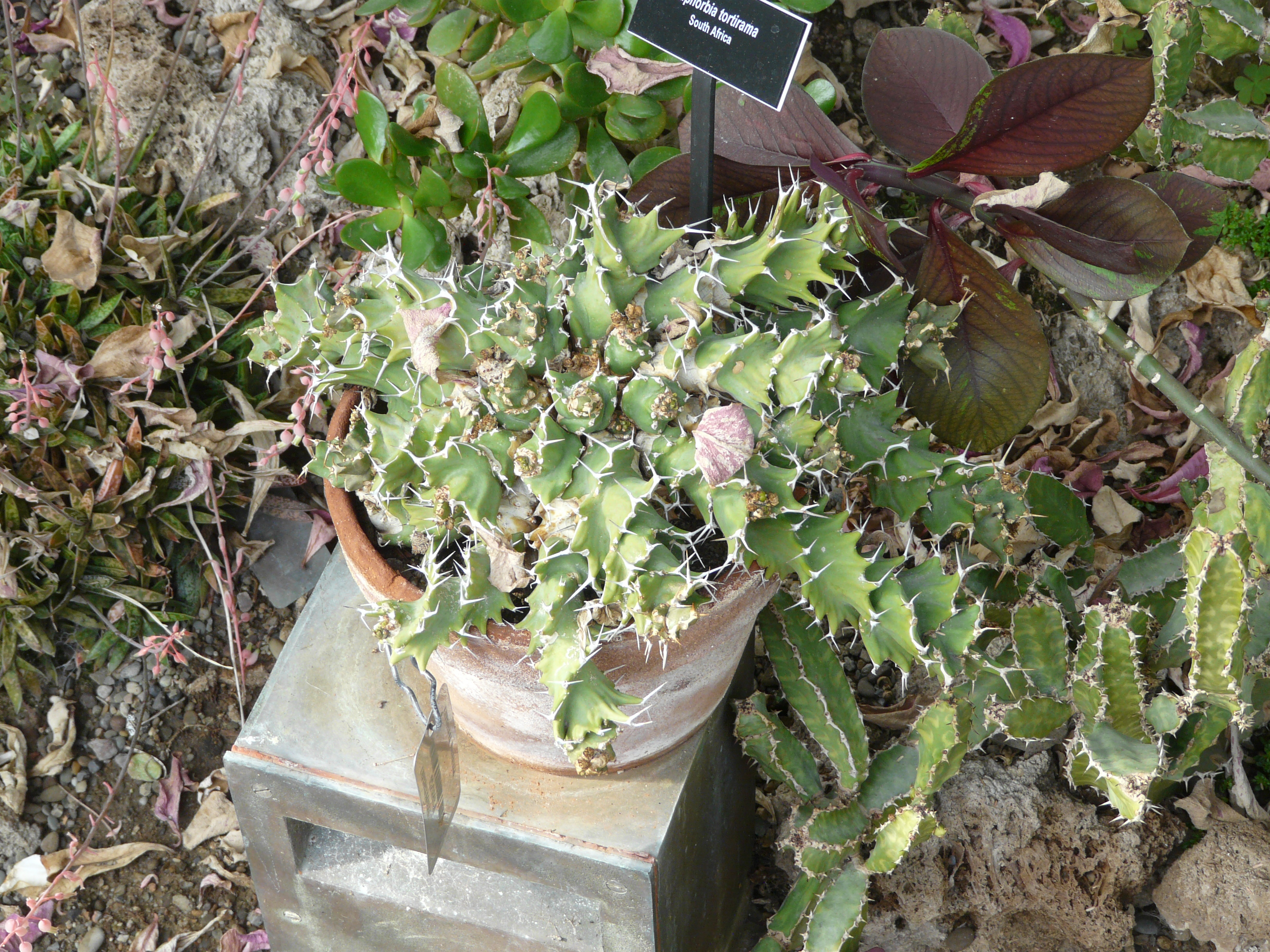